# Američke podmornice klase H
Klasa H bila je klasa američkih dizel-električnih podmornica.

## Razvoj
Prema prvobitnim planovima američke mornarice, serija podmornica klase H trebala se sastojati od samo tri plovne jedinice, koje su naručene i izgrađene u razdoblju od dvije godine, od 1911. do 1913. Sredinom posljednje godine Prvog svjetskog rata, američkoj mornarici dobila je priliku da svoju podmorničarsku flotu iznenada i neplanirano obogati s još šest podmornica toga tipa. Naime, ruska carska vlada svojedobno je naručila izgradnju tih podmornica u američkim brodogradilištima. U međuvremenu u Rusiji je izbila Oktobarska revolucija i na vlast dovela Lenjinove boljševike. Vlada SAD-a odbila je boljševičkoj vladi isporučiti naručene podmornice. Svih šest podmornica koje je naručila carska Rusija izgrađene su u rekordnom roku od 12. svibnja do 23. studenog 1918.

## Operativna uporaba
Prve tri originalno naručene jedinice iz serije podmornica klase H dobile su na porinuću, uz broj novogradnje i osobno ime, koje je, kao i kod prethodnih klasa, reformom od 17. studenog 1911. bilo zamijenjeno velikim slovom H i progresivno rastućim brojevima od 1 do 9. Prve tri podmornice dobile su svoje kodne oznake Seawolf SS 28 (H-1), Nautilus SS 29 (H-2) i Garfish SS 30 (H-3). Podmornice od H-4 do H-9 dobile su na porinuću samo kodne brojeve od 147 do 152 uz slovo H.
Svih devet podmornica iz klase H preživjelo je rat za vrijeme kojega su služile uglavnom samo za obalnu obranu i nadzor teritorijalnih voda SAD-a te kao vježbovne jedinice za obuku budućih podmorničara. Podmornica SS 28 (ex-Seawolf) zbog navigacijske se pogreške 12. ožujka 1920. nasukala u zaljevu Magdalena u Meksiku i potonula. dvanaest dana poslije zbog prodora vode uzrokovanog naletom na podvodnu hrid, gotovo sličnu sudbinu doživjela je i podmornica SS 30 (ex-Garfish), koja se 16. prosinca 1916. također nasukala, ali je unatoč teškim oštećenjima bila spašena, popravljena i vraćena u službu ratne mornarice.
Svih osam podmornica, osim potonule SS 28 H-1, otpisane su i rashodovane tijekom 1922. i 1923.